# Раті Амаглобелі
Раті Амаглобелі (груз. რატი ამაღლობელი; 30 березня 1977, Тбілісі) — грузинський поет, філософ.
У 1994 році закінчив філософський факультет Тбіліського державного університету.
З 2011 року Раті Амаглобелі є президентом Грузинського Пен-центру.